# Haykeul Chikhaoui
Haykeul Chikhaoui né le 4 septembre 1996 à Marseille est un footballeur international tunisien qui évolue au poste de milieu de terrain à Al Nasr SC.

## Biographie

### En club
Né à Marseille, Haykeul Chikhaoui commence le football dans un club de sa ville, le FC Burel, avant d'intégrer à l'âge de treize ans le FC Sochaux-Montbéliard, avec qui il fait ses classes junior et joue son premier match professionnel en août 2014 lors d'une défaite un but à zéro contre le Dijon FCO. En fin de saison, il remporte la coupe Gambardella 2015 avec les moins de 19 ans.
En février 2016, il quitte son club formateur pour s'engager avec le FC Porto, pour renforcer l'équipe réserve en deuxième division portugaise. Après sept appariations en équipe réserve en un an, il est prêté au Varzim SC, également en deuxième division.
En 2018, en fin de contrat à Porto, il rejoint le Stade tunisien. Il découvre la première division tunisienne et quarante-trois matchs de Ligue I Pro en deux ans et demi avant de rejoindre un autre club tunisien, l'Union sportive monastirienne.
En 2023, il s'engage avec l'Ajman Club aux Émirats arabes unis.

### En sélection
Il est appelé pour la première fois avec la Tunisie en juin 2023 et prend part à son premier match international en étant titularisé lors d'une défaite un but à zéro contre la Guinée équatoriale.

## Palmarès
Il remporte la coupe Gambardella en 2015 avec le FC Sochaux-Montbéliard.
Il est champion de deuxième division portugaise en 2016 avec le FC Porto B.
Avec l'Union sportive monastirienne, il remporte la Supercoupe de Tunisie en 2020.